# Nyctemera pallescens
Nyctemera pallescens är en fjärilsart som beskrevs av Charles Oberthür 1890. Nyctemera pallescens ingår i släktet Nyctemera och familjen björnspinnare. Inga underarter finns listade i Catalogue of Life.